# バブルボブル2
『バブルボブル2』（欧米タイトル：Bubble Bobble Part 2）は1993年にO. L. M.が開発しタイトーからファミリーコンピュータ向けに発売されたアクションゲームである。
同年にゲームボーイにて『バブルボブルジュニア』（欧米タイトル：Bubble Bobble Part 2）のタイトルで、ステージ構成やストーリーを変えてアレンジ移植されている（後述）。

## 概要
『バブルボブル』（1986年）の続編。なお、「『バブルボブル』の2作目」とされる作品としては他にも、この作品以前に発売された同社の『レインボーアイランド』（1987年）の副題が『THE STORY OF BUBBLE BOBBLE 2』となっているほか、1994年リリースの『バブルシンフォニー』の北米版タイトルも『BUBBLE BOBBLE II』となっており、『バブルボブルジュニア』も含めれば4作品存在している。同社の別作品同士にてサブタイトルが重なる問題は、副題が同じ『THE STORY OF BUBBLE BOBBLE III』で「3作目」として登場した『パラソルスター』（1991年）と『バブルメモリーズ』（1996年）でも起きている。
ファミコン版『バブルボブル2』の主人公はカビーとルビーというキャラクターとなっているが、見た目は前作の主人公であるバブルンとボブルンとほぼ同じで、前作のバブルン（バビー）の子孫とされている。さらわれたガールフレンドのジュディをスカル3兄弟から救い出すため、バブルドラゴンの姿となったカビーとルビーが旅に出る。
タイトー公式が運営するYouTubeの「バブルンちゃんねる」による作品間の時系列の解説によると、本作は『レインボーアイランド エキストラ』の真のエンディングから100年後のストーリーとされている。
前作と比べキャラクターが大きく描かれている。家庭用に合わせて制作されており、難易度は低めに設定されている。

## ゲーム内容
基本システムはバブルボブルを参照。
- 方向キー、2ボタン（ジャンプ、泡吐き）で主人公のカビー、ルビーを操作する。
- 残機とライフ制の併用制に変更され、ライフが無くなると1ミスとなる。ライフはハートのアイテムで回復可能。
- 2人プレイ時は同時協力型ではなく、1ミス毎に交互にプレイする交代制となっている。
- 直接泡を何度もぶつけて、そのまま倒す敵が登場している。
- 上下、もしくは左右に動く床や壁が存在するステージもある。左か右に一方向に動く場合は左右の壁が一部取り払われ、その穴を通じて左右がループしている。
- Bボタン溜め押しで、泡を体内に貯めて浮くことが可能（泡と同じく気流の影響を受ける）。また、その状態でボタンを離すと大量の泡を吐きだせる溜め攻撃を行える。
- 複数のミニゲームがボーナスゲームとして追加。
- 全80ラウンドで、10ラウンドごとに中間ボスが、20ラウンドごとに大ボス（特殊泡でダメージを与える）が出現する。また、コースクリア毎時に「CLEAR」の文字が出る。
- コンティニューは5回まで可能。
- 敵や敵の攻撃、永久パターン防止キャラに触れたらミスとなる。

## 敵キャラクター
ぜんちゃん
ぜんまいなキャラクター。攻撃は体当たり。
もんすた
斜めに移動するキャラクター。この他にも敵キャラが登場する。

## バブルボブルジュニア
| No. | タイトル                                   | 発売日                  | 対応機種     | 開発元   | 発売元   | メディア      | 型式                          | 備考          |
| --- | ------------------------------------------ | ----------------------- | ------------ | -------- | -------- | ------------- | ----------------------------- | ------------- |
| 1   | バブルボブルジュニア Bubble Bobble: Part 2 | 1993年5月28日 1993年7月 | ゲームボーイ | タイトー | タイトー | 1ロムカセット | DMG-LXA SMG-LX-USA SMG-LX-NOE | 1人プレイ専用 |

ゲームボーイ版『バブルボブルジュニア』はストーリーが異なり、伝説の「ばぶるどらごん」の血を引く戦士ロビーが、復活した大魔王「ぐれーとすかる」に捕えられた村の人々を救出するため、ばぶるどらごんの姿「ばぶるんJr.」となって旅立つという話になっている。ただし、パッケージイラストはファミコン版のカビーとルビーのイラストがそのまま流用されている。
操作方法は継承しているが、ステージ構成がファミコン版とは全く異なる他、Bボタンで浮く際の演出が貯めた泡で自身を包んで浮上するものに変更されている。

日本では2000年7月1日よりニンテンドウパワーでもゲームボーイ版が販売されていた。

## スタッフ
- ディレクター：しおかわたかし
- プログラム・ディレクター：ひざけんいち
- プログラマー：くさのひろゆき、くによしとおる、よしおかけんじ
- グラフィック・デザイン：市角博継
- キャラクター・デザイン：明石佳久
- 音楽デザイン：神尾憲一
- ゲーム・デザイナー：明石佳久、タイガーかわの
- スペシャル・サンクス：SONODA、SHOTARO、赤座清敬

## 評価
ファミリーコンピュータ版
ゲーム誌『ファミコン通信』の「クロスレビュー」では、6・4・6・4の合計20点（満40点）、『ファミリーコンピュータMagazine』の読者投票による「ゲーム通信簿」での評価は以下の通り20.5点（満30点）となっている。
| 項目 | キャラクタ | 音楽 | お買得度 | 操作性 | 熱中度 | オリジナリティ | 総合 |
| 得点 | 4.1        | 3.2  | 3.1      | 3.5    | 3.2    | 3.4            | 20.5 |
ゲームボーイ版
ゲーム誌『ファミコン通信』の「クロスレビュー」では、5・6・5・4の合計20点（満40点）、『ファミリーコンピュータMagazine』の読者投票による「ゲーム通信簿」での評価は以下の通り19.5点（満30点）となっている。
| 項目 | キャラクタ | 音楽 | お買得度 | 操作性 | 熱中度 | オリジナリティ | 総合 |
| 得点 | 3.7        | 3.0  | 3.4      | 3.3    | 3.0    | 3.2            | 19.5 |